# Neuseesen-Werleshäuser Höhen

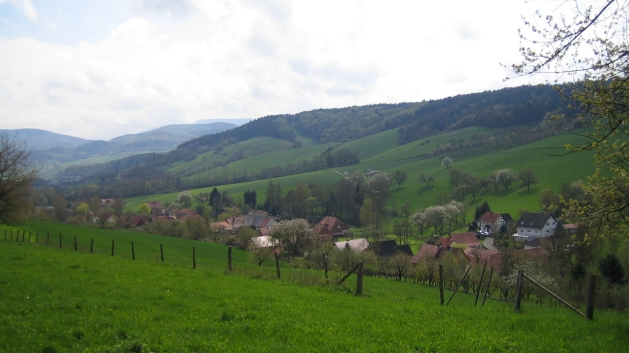
Blick auf die Landschaft im Siesterbachtal südwestlich von Neuseesen

Die Neuseesen-Werleshäuser Höhen sind eine kleine, auf dem Berg der Burg Hanstein bis 390 m ü. NHN hohe Bergkette in den Landkreisen Werra-Meißner und Eichsfeld im Grenzbereich von Hessen und Thüringen (Deutschland).

## Geographische Lage
Die östlich der Werra liegende, bogenförmig um den bei Werleshausen mündenden Siesterbach verlaufende Bergkette ist etwa vier Kilometer lang und drei Kilometer breit. Sie liegt im Uhrzeigersinn betrachtet zwischen den im Tal der Werra liegenden Werleshausen und Wendershausen im Süden sowie Unterrieden im Westen, Eichenberg im Nordwesten, Hohengandern im Norden und Bornhagen im Osten. Die nächstgelegene Stadt Witzenhausen liegt unmittelbar westlich, Bad Sooden-Allendorf ungefähr sieben Kilometer in südöstlicher Richtung.
Durch das Wanfrieder Abkommen kam es im Jahr 1945 zu einer Verschiebung der amerikanisch-sowjetischen Zonengrenze. So kamen die namensgebenden Orte Werleshausen und Neuseesen, durch welche eine wichtige Eisenbahnstrecke von Nord- nach Süddeutschland führte, an Hessen und im Gegenzug mehrere kleinere Orte nach Thüringen.

## Naturräumliche Zuordnung
Die Neuseesen-Werleshäuser Höhen werden naturräumlich nach Blatt Kassel wie folgt zugeordnet:
- (zu 35 Osthessisches Bergland)
  - (zu 358 Unteres Werrabergland)
    - 358.8 Neuseesen-Werleshäuser Höhen

Die innerthüringische Gliederung Naturräume in Thüringen ordnet die Höhen bzw. den thüringischen Anteil der Einheit Werrabergland–Hörselberge zu.
Die Neuseesen-Werleshäuser Höhen stellen die nordwestliche Verlängerung des 510,7 m hohen Höhebergs dar, von dem sie in etwa der Siesterbach, bachaufwärts über den Friesenbach verlängert, trennen. Indes steht auf den Neuseesen-Werleshäuser Höhen vorwiegend Muschelkalk an, während am Höheberg der Buntsandstein deutlich überwiegt.
Nach Norden stoßen sie an den Oberen Leinegraben, dessen südwestliche Verlängerung entlang der B 27 und des Karlsbachs die Höhen vom Sandwald trennt, der die Landschaft nach Nordwesten fortsetzt. Nach Südwesten stoßen Höheberg, Neuseesen-Werleshäuser Höhen und Sandwald unmittelbar an das Sooden-Allendorfer Werratal der Werra.
Orographisch hinzuzurechnen sind noch die nördlich gelegenen Erhebungen im Waldgebiet Altes Holz, die Randerhebungen des Leinegrabens darstellen.

## Berge
Die wichtigsten Berge und Erhebungen sind – sortiert nach Höhe in Meter (m) über Normalhöhennull (NHN; wenn nicht anders angegeben laut ):
- Berg der Burg Hanstein (ca. 390 m),[1] direkt nordwestlich von Bornhagen-Rimbach
- Winterberg (375 m), Grenzbereich Landkreise Werra-Meißner und Eichsfeld, östlich von Neuseesen
- Stürzliede (354,2 m), Landkreis Werra-Meißner, nordwestlich von Neuseesen
  - Stürzlieder Berg (342,9 m), Grenzbereich Werra-Meißner und Eichsfeld
- Witzgenstein (336,3 m), Landkreis Werra-Meißner, östlich von Unterrieden
- Ebenhöhe (ca. 320 m), Landkreis Werra-Meißner, nordwestlich von Werleshausen
- Erhebung des Schlosses Arnstein (263 m), Landkreis Werra-Meißner, südöstlich von Eichenberg

Die nördlich des Stürzlieder Berges im Landkreis Eichsfeld gelegenen Erhebungen des „Alten Holzes“ (bis 335 m) gehören bereits zum Oberen Leinegraben.